# 7603 Salopia
7603 Salopia (tên chỉ định: 1995 OA2) là một tiểu hành tinh vành đai chính được phát hiện ngày 25 tháng 7 năm 1995 bởi Stephen P. Laurie ở Church Stretton.
Nó được đặt theo tên Shropshire, một quận của Anh.